# Peugeot 2008
Peugeot 2008 – samochód osobowy typu crossover klasy subkompaktowej produkowany pod francuską markę Peugeot od 2013 roku. Od 2019 roku produkowana jest druga generacja modelu.

## Pierwsza generacja

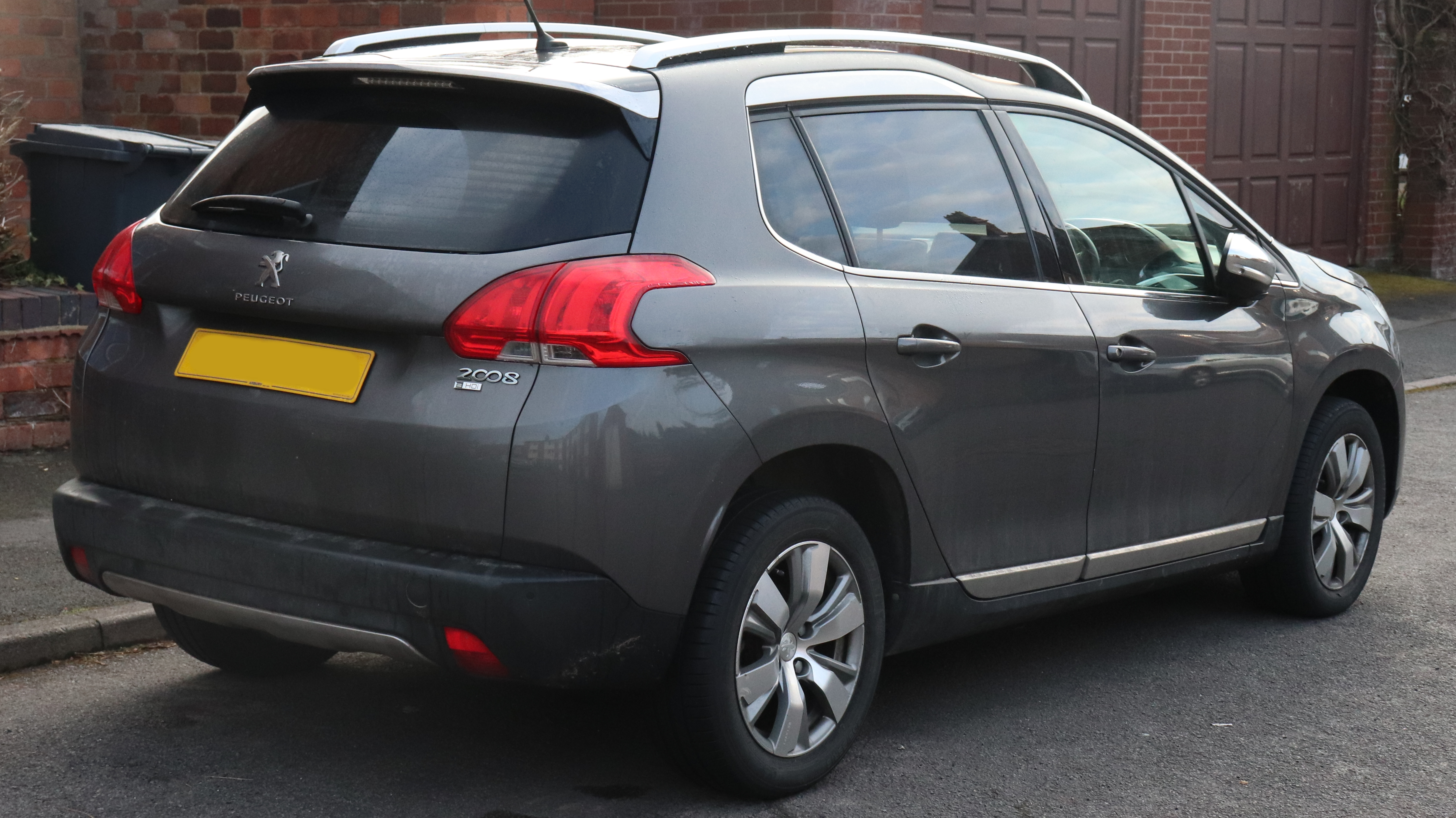
Peugeot 2008 I - tył

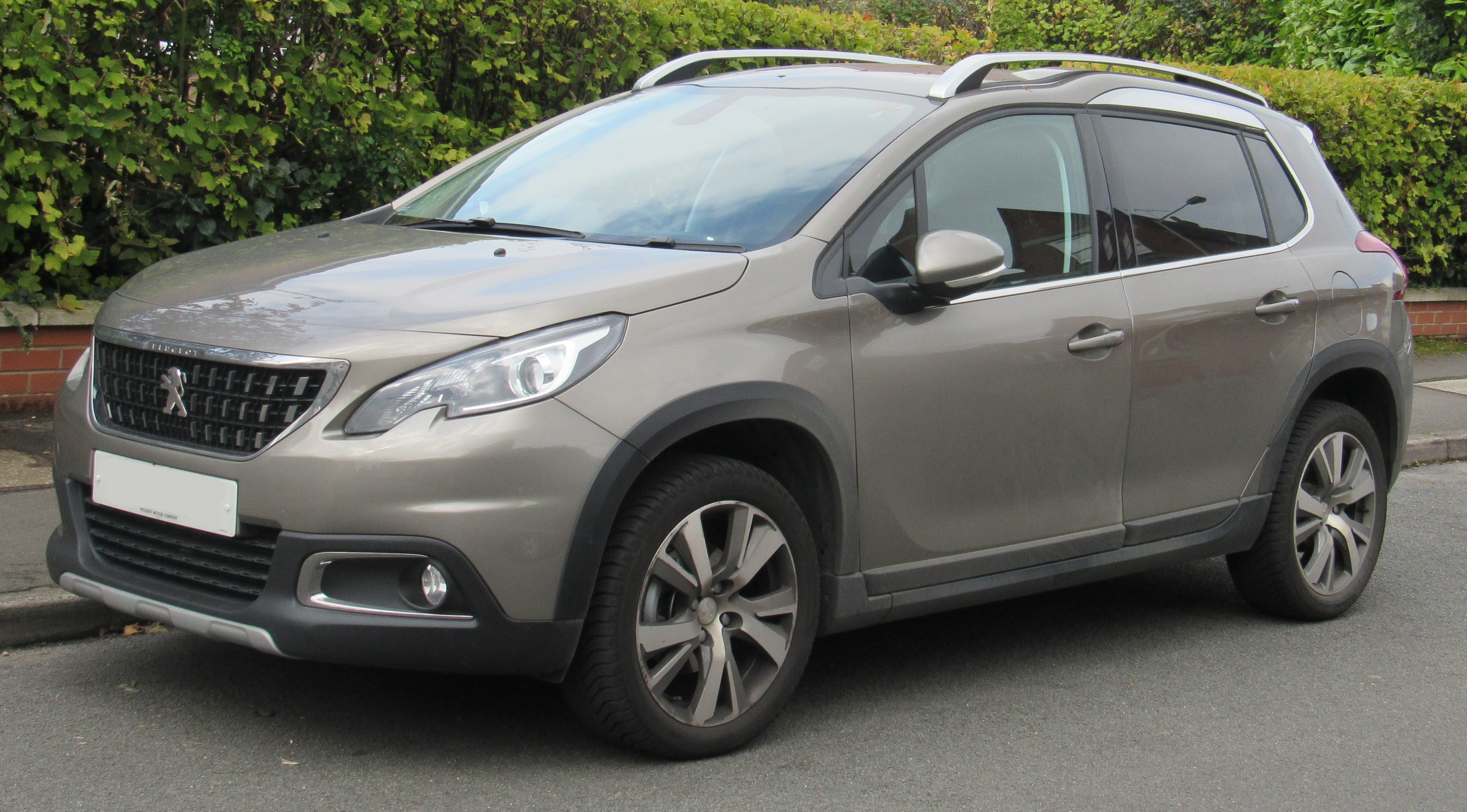
Peugeot 2008 I po liftingu

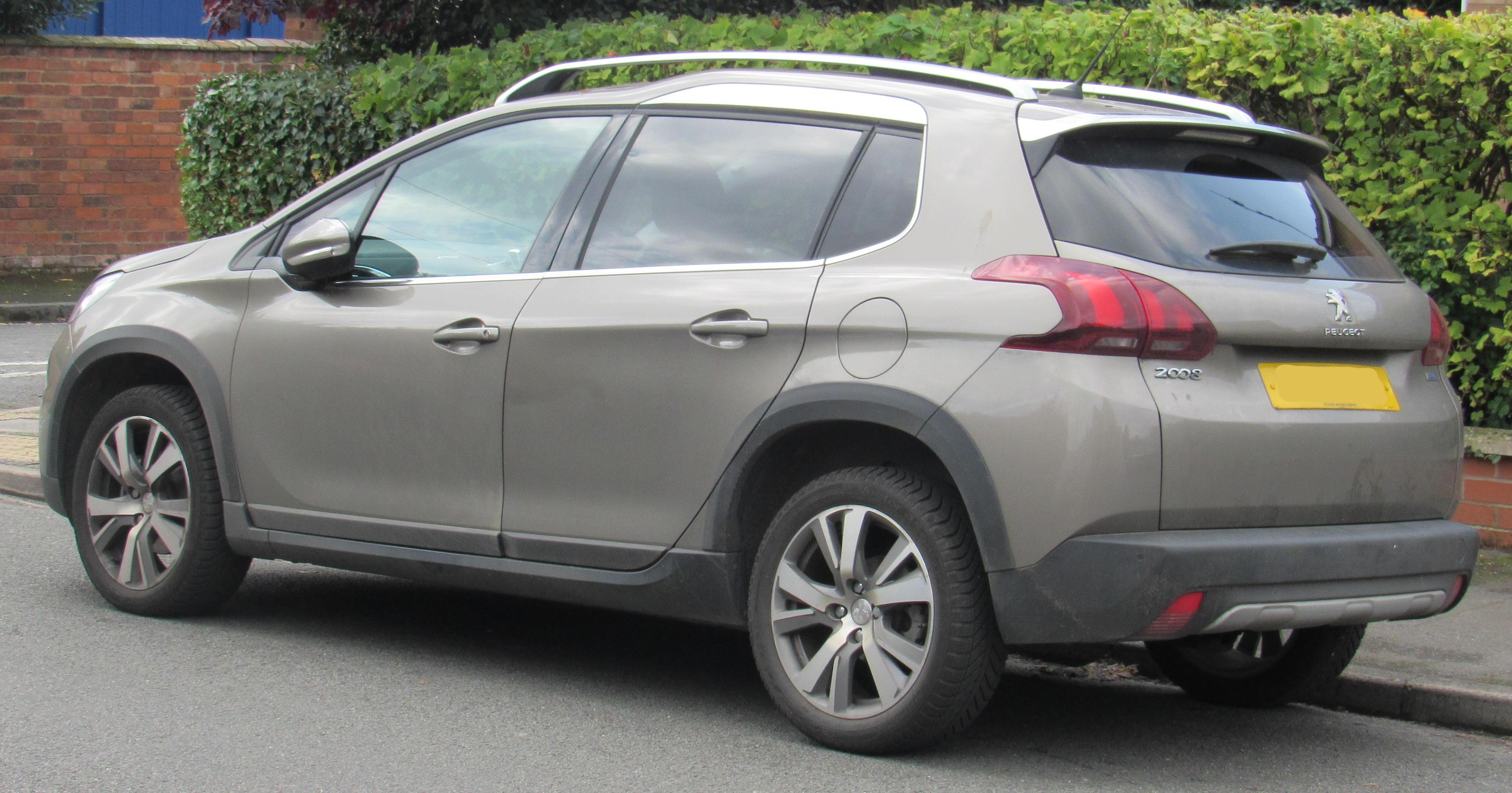
Peugeot 2008 I - tył po liftingu

Peugeot 2008 I został zaprezentowany po raz pierwszy w 2013 roku.
Pogłoski o stworzeniu miejskiego crossovera mającego pełnić podwyższony odpowiednik subkompaktowego modelu Peugeota krążyły jeszcze w czasie produkcji modelu 207, jednak dopiero po debiucie jego następcy francuski producent zdecydował się oficjalnie zaprezentować swoją odpowiedź na takie modele, jak Nissan Juke czy Opel Mokka. Francuski producent trafił w okres gwałtownego wzrostu popularności i wysypu nowości wśród crossoverów segmentu B, co okazało się gwarantem późniejszego sukcesu modelu. 2008 zastąpił w gamie Peugeota miejsce modelu 207 SW, którego produkcja z racji małej konkurencji i stosunkowo niskiej sprzedaży zwłaszcza na tle crossoverów przestała się opłacać.
W 2016 roku na salonie w Genewie Peugeot zaprezentował zmodernizowaną wersję swojego crossovera klasy B, gdzie zmiany objęły głównie pas przedni - pojawiła się nowa, większa atrapa chłodnicy zdominowana logo firmy. Polska premiera samochodu miała miejsce na targach w Poznaniu.

### Wersje wyposażeniowe
- Access
- Active
- Style
- Allure
- Urban Cross
- Feline

### Silniki
- Benzynowe:
  - 1.2 VTi PureTech 82 KM
  - 1.2 VTi PureTech 110 KM
  - 1.2 VTi PureTech 130 KM
  - 1.6 VTi 120 KM
- Diesla:
  - 1.4 HDi 68 KM
  - 1.6 BlueHDi 75 KM
  - 1.6 e-HDi 92 KM
  - 1.6 BlueHDi 100 KM
  - 1.6 e-HDi 115 KM
  - 1.6 BlueHDi 120 KM

## Druga generacja

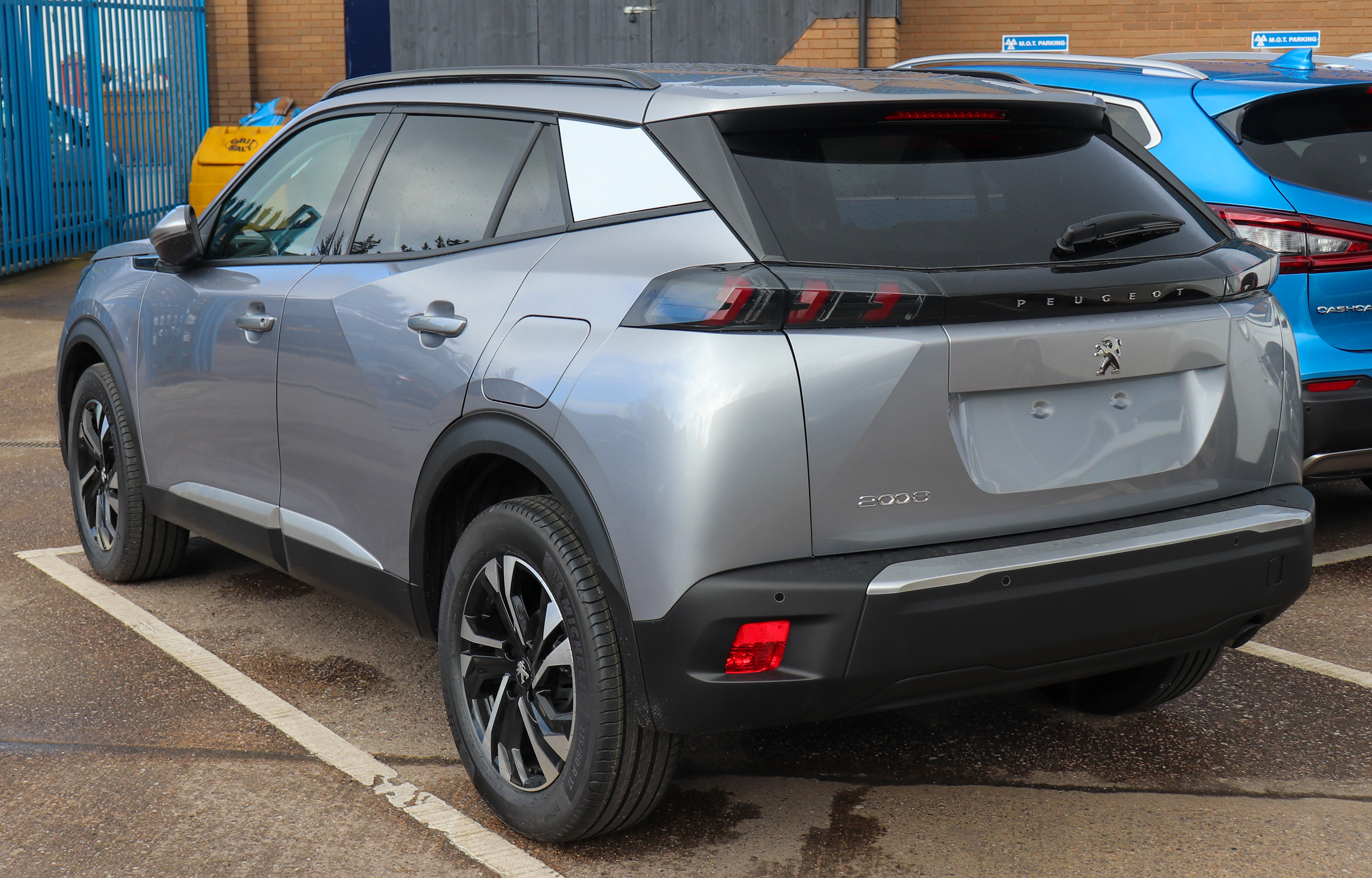
Peugeot 2008 II - tył

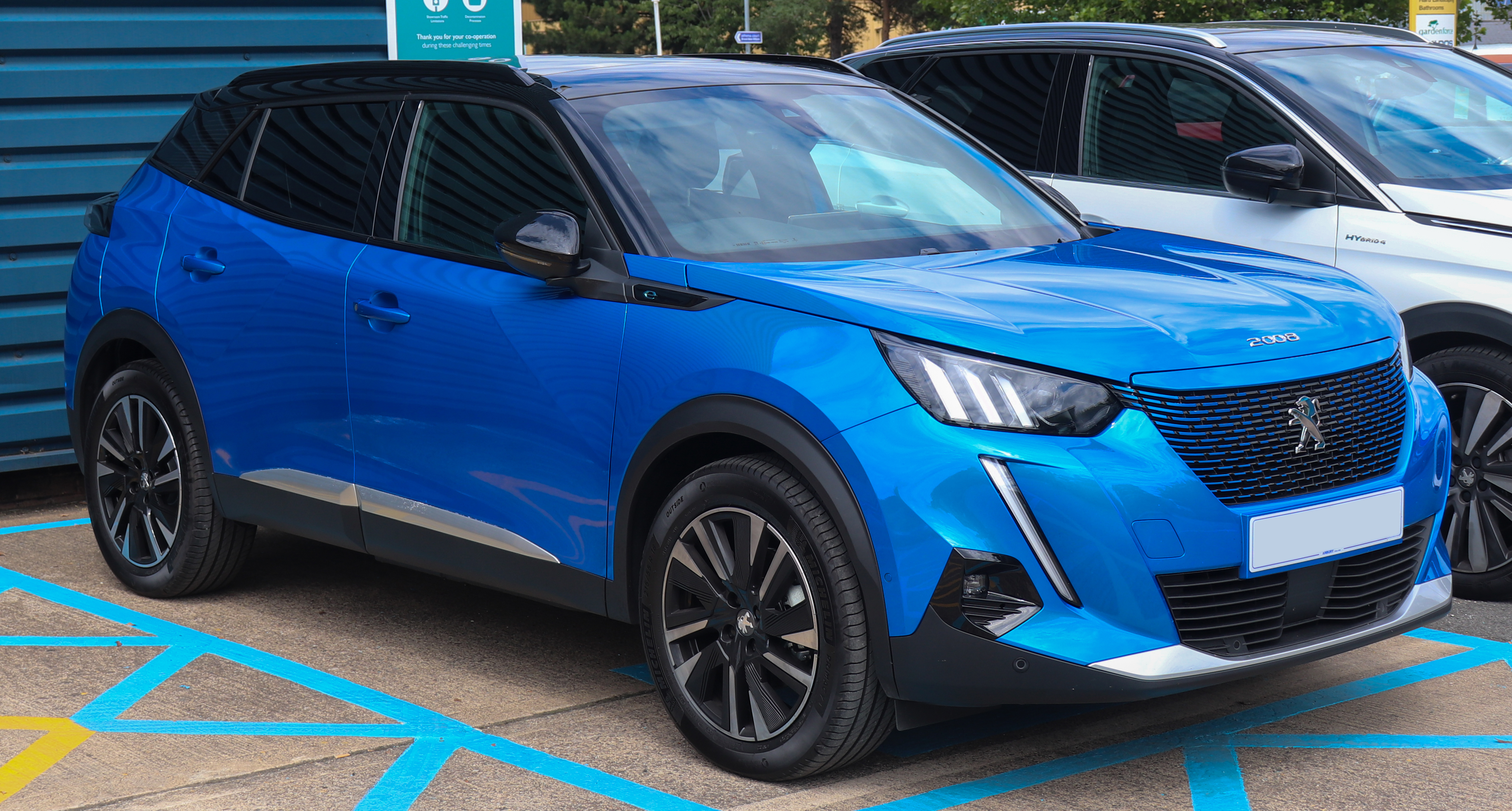
Peugeot e-2008 GT

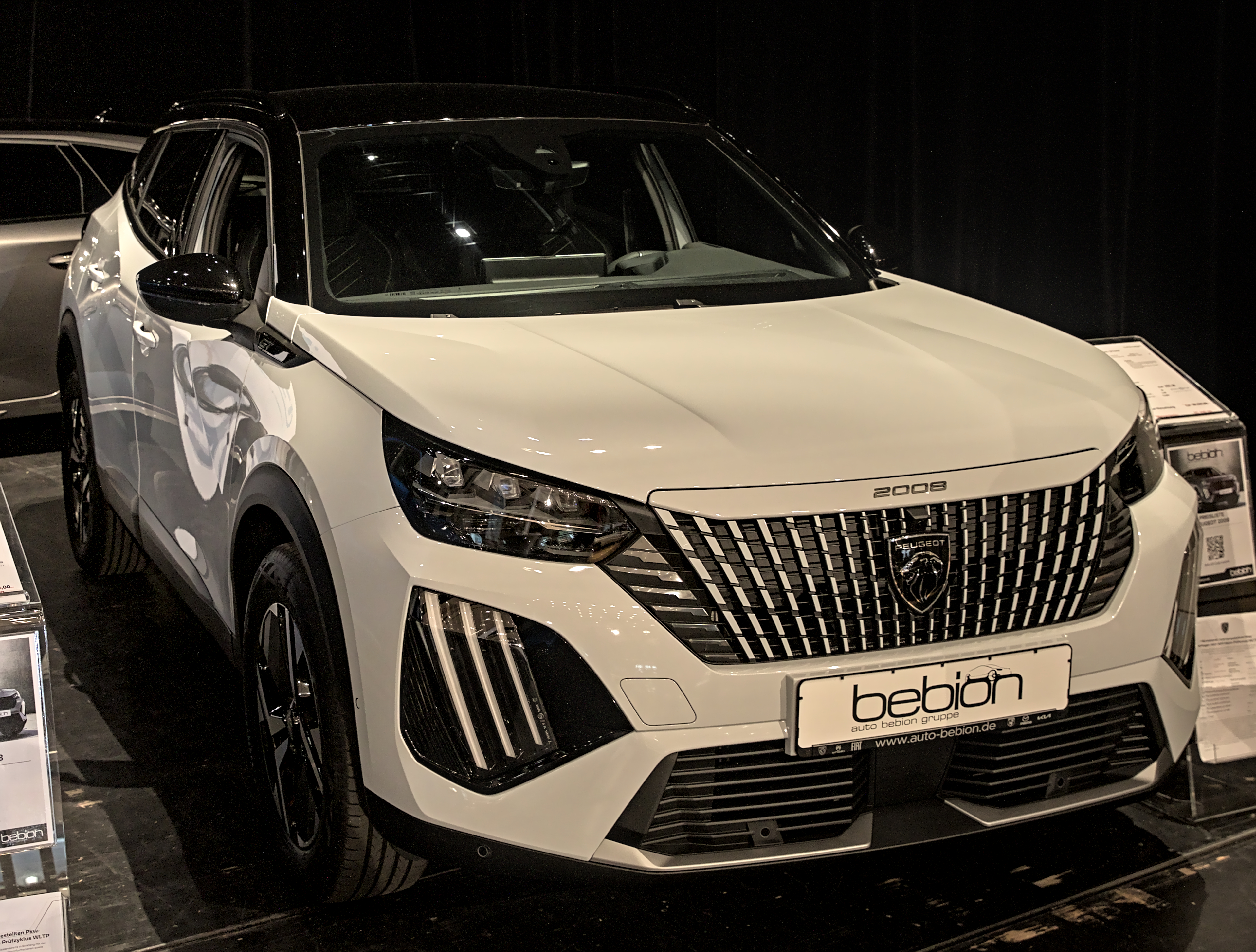
Peugeot 2008 II po liftingu

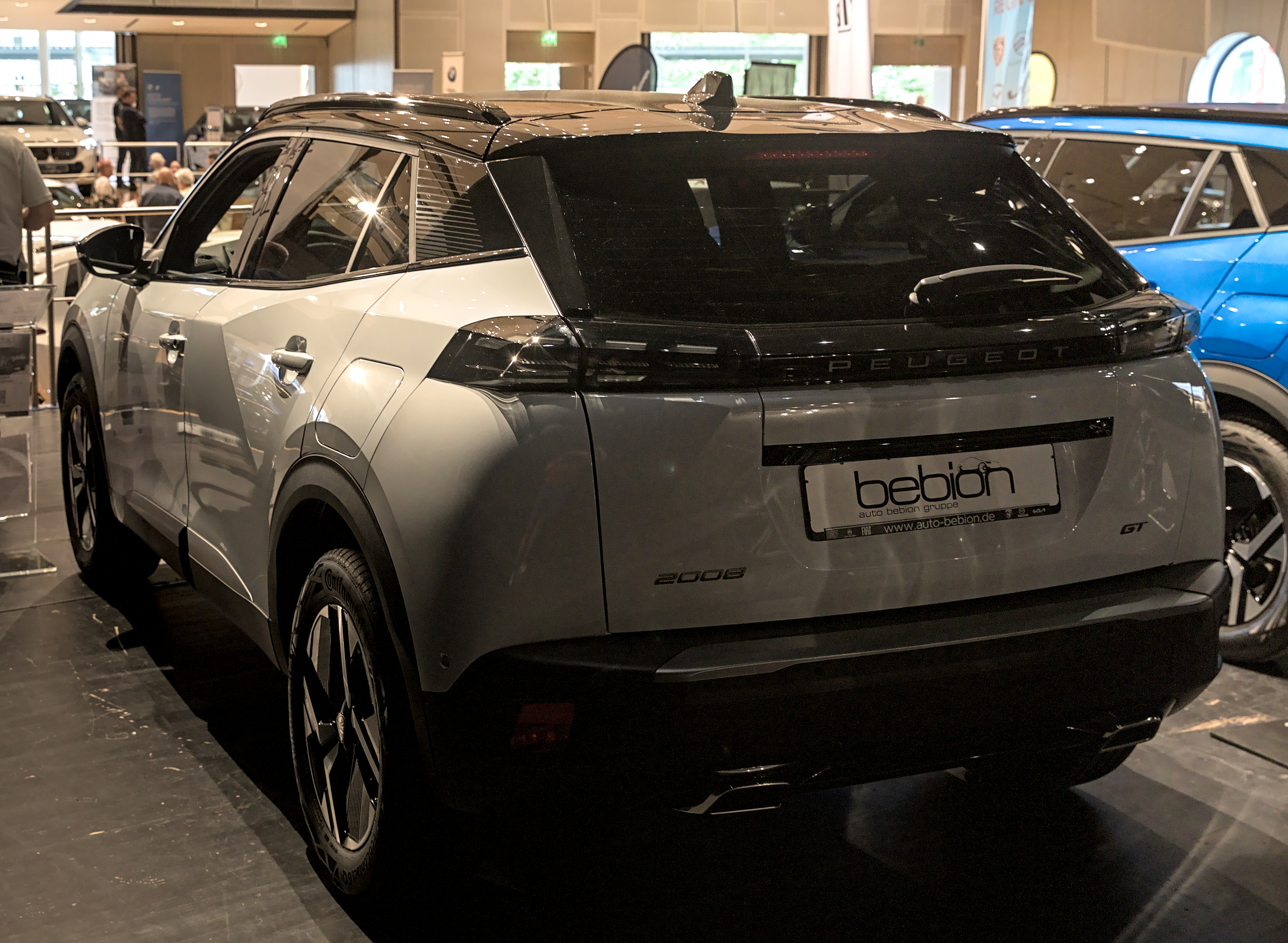
Peugeot 2008 II - tył po liftingu

Peugeot 2008 II został zaprezentowany po raz pierwszy w 2019 roku.
Druga generacja 2008 ujrzała światło dzienne 6 lat po premierze dotychczasowego modelu. Podobnie jak przedstawione kilka miesięcy wcześniej nowe wcielenie miejskiego hatchbacka 208, nowe 2008 zyskało bardziej awangardowy wygląd. Dominują ostrzejsze linie, pojawiła się też większa atrapa chłodnicy i charakterystyczne diody LED przypominające kły, które pojawiły się po raz pierwszy w lutym 2018 roku przy okazji prezentacji drugiej generacji 508.
Samochód zbudowano na płycie podłogowej, na której zbudowano też nowe 208, DS 3 Crossback, Opla Corsę F oraz drugą generację Opla Mokki X. W ten sposób, nowe 2008 jest dłuższe, ma większy rozstaw osi i w efekcie więcej miejsca na tylnej kanapie wraz z pojemniejszym bagażnikiem.
Po raz pierwszy 2008 oferowane będzie zarówno w wariancie benzynowym i wysokoprężnym, jak i elektrycznym. Produkcja 2008 II ruszyła w drugiej połowie 2019 roku w Vigo w Hiszpanii, gdzie od 2020 roku produkowany jest też bliźniaczy Opel Mokka X II.

### Lifting
W maju 2023 roku samochód przeszedł kompleksową modernizację. Zmieniono m.in. elementy oświetlenia przedniego pasa. Uwagę zwraca kształt zderzaka oraz ledowe światła do jazdy dziennej, które tworzą trzy pionowe linie, co przypomina ślady pozostawione przez pazury drapieżnika. Do tego dochodzą felgi aluminiowe o średnicy 16-18”. 